# خمیده‌دندان
خمیده‌دندان (نام علمی: Scoliodon) نام یک سرده از تیره کوسه‌ماهیان درنده است.

## گونه‌ها
- کوسه دماغ بیلچه‌ای یوهانس پتر مولر & فریدریش گوستاو یاکوب هنله, 1838 (Spadenose shark)
- Scoliodon macrorhynchos Bleeker, 1852 (Pacific spadenose shark)